# Green Brook Township
Green Brook Township ist ein Township im Somerset County des Bundesstaats New Jersey in den USA. Das U.S. Census Bureau ermittelte bei der Volkszählung 2020 eine Einwohnerzahl von 7281.

## Geographie
Nach den Angaben des United States Census Bureaus hat die Stadt eine Gesamtfläche von 11,9 km², wobei keine Wasserflächen miteinberechnet sind.

## Demographie
Nach der Volkszählung von 2000 gibt es 5.654 Menschen, 1.893 Haushalte und 1.508 Familien in der Stadt. Die Bevölkerungsdichte beträgt 476,6 Einwohner pro km2. 88,43 % der Bevölkerung sind Weiße, 1,68 % Afroamerikaner, 0,07 % amerikanische Ureinwohner, 7,99 % Asiaten, 0,04 % pazifische Insulaner, 0,71 % anderer Herkunft und 1,08 % Mischlinge. 4,09 % sind Latinos unterschiedlicher Abstammung.
Von den 1.893 Haushalten haben 37,0 % Kinder unter 18 Jahre. 69,0 % davon sind verheiratete, zusammenlebende Paare, 7,9 % sind alleinerziehende Mütter, 20,3 % sind keine Familien, 15,9 % bestehen aus Singlehaushalten und in 6,2 % Menschen sind älter als 65. Die Durchschnittshaushaltsgröße beträgt 2,84, die Durchschnittsfamiliengröße 3,20.
24,3 % der Bevölkerung sind unter 18 Jahre alt, 4,8 % zwischen 18 und 24, 30,5 % zwischen 25 und 44, 24,8 % zwischen 45 und 64, 15,6 % älter als 65. Das Durchschnittsalter beträgt 40 Jahre. Das Verhältnis Frauen zu Männer beträgt 100:91,7, für Menschen älter als 18 Jahre beträgt das Verhältnis 100:89,0.
Das jährliche Durchschnittseinkommen der Haushalte beträgt 80.644 USD, das Durchschnittseinkommen der Familien 87.744 USD. Männer haben ein Durchschnittseinkommen von 52.147 USD, Frauen 46.434 USD. Der Prokopfeinkommen der Stadt beträgt 37.290 USD. 2,4 % der Bevölkerung und 1,7 % der Familien leben unterhalb der Armutsgrenze, davon sind 0,9 % Kinder oder Jugendliche jünger als 18 Jahre und 5,5 % der Menschen sind älter als 65.